# 제64회 미국 감독 조합상
제64회 미국 감독 조합상은 2011년 뛰어난 활동을 보인 영화 감독을 기리기 위해 2012년 1월에 열린 시상식이다.

## 수상 및 후보

### 감독상(영화부문)
- 아티스트 - 미셀 하자나비시우스 수상
- 미드나잇 인 파리 - 우디 앨런
- 밀레니엄 : 여자를 증오한 남자들 - 데이빗 핀처
- 디센던트 - 알렉산더 페인
- 휴고 - 마틴 스코세이지

### 감독상(TV영화부문)
- 케네디스 - 존 카사르 수상
- 비욘드 더 블랙보드 - 제프 브레크너
- 걸 파이트(영어판) - 스티븐 질렌홀
- 파이브 - 데미 무어
- 파이브 - 제니퍼 애니스톤
- 파이브 - 페네로피 스피리어스
- 파이브 - 앨리샤 키스
- 파이브 - 패티 젠킨스
- 서굿 - 마이클 스티븐스

### 감독상(드라마시리즈)
- 더 킬링 - 패티 젠킨스 수상
- 홈랜드 - 마이클 쿠에스타
- 브레이킹 배드 시즌4 - 빈스 길리건
- 왕좌의 게임 - 티모시 밴 패튼
- 프라이데이 나잇 라이츠 5 - 마이클 왁스맨

### 감독상(주간드라마시리즈)
- 제너럴 호스피털 - 윌리엄 루델 수상
- 원 라이프 투 리브 - 래리 카펜터
- 올 마이 칠드런 - 캐시 차일즈
- 더 영 앤 더 레스트리스 - 마이크 덴니
- 제너럴 호스피털 - 스콧 맥킨시
- 더 볼드 앤 더 뷰티풀 - CYNTHIA J. POPP
- 올 마이 칠드런 - 안젤라 테시너리

### 감독상(코미디시리즈)
- 커브 유어 엔수지애즘 8 - 로버트 B. 웨이드 수상
- 모던 패밀리 3 - 프레드 세비지
- 30 락 시즌5 - 돈 스카르디노
- 모던 패밀리 3 - 마이클 스필러
- 커브 유어 엔수지애즘 8 - 데이빗 스타인버그

### 감독상(뮤지컬버라이어티)
- 65회 애뉴얼 토니 어워즈 - 글렌 웨이스 수상
- Saturday Night Live With Host Justin Timberlake - DON ROY KING
- 제83회 아카데미 시상식 - 돈 미쉘
- 더 캐네디 센터 아너스: 어 셀러브레이션 오브 더 퍼포밍 아트 - 루이스 J. 호빗츠
- 더 데일리 쇼 위드 존 스튜어트 - 척 오닐

### 감독상(리얼리티쇼)
- 도전! FAT 제로 시즌8 - 닐 드그루 수상
- 아이언 쉐프 아메리카: 더 시리즈 시즌10 - 에이탄 켈러
- 마스터쉐프 - 브라이언 스미스
- 피어 펙터 시즌7 - J. 루퍼트 톰슨
- 어메이징 레이스 시즌14 - 버트램 반 먼스터

### 감독상(어린이프로그램)
- 어 차일드 가든 오브 포어트리 - 아미 샤츠 수상
- 프레드 2: 나이트 오브 더 리빙 프레드 - 존 포튼베리
- 그릭 차밍 - 제프리 호나데이
- 샤페이의 멋진 모험 - 마이클 렘벡
- 레모네이드 마우스 - 패트리시아 리건
- 베스트 플레이어 - 데이몬 샌토스테파노

### 감독상(다큐멘터리부문)
- 프로젝트 님 - 제임스 마시 수상
- 파라다이스 로스트 3: 퍼거토리 - 조 벨링거 외 1명
- 인터럽터스 - 스티브 제임스
- 빌 커닝햄 뉴욕 - 리처드 프레스
- 조지 해리슨: 리빙 인 더 머터리얼 월드 - 마틴 스코세이지

### 감독상(광고부문)
- 노암 머로 수상
- 랜스 아코드
- DANTE ARIOLA
- 프레드릭 본드
- STEVE MILLER

### DGA 영예상
- 에드 쉐린 수상

### 프랑크 카프라 상
- 케이티 가렛슨 수상

### 프랭크린 J. 샤프너 상
- Dennis W. Mazzocco 수상